# Mississippi-deltaet
|  | Må ikke forveksles med Mississippiflodens delta, der ligger længere mod syd. |
Mississippi-deltaet er den nordvestlige del af den amerikanske stat Mississippi, der ligger mellem Mississippi- og Yazoo-floderne. Området har en særlig racemæssig, kulturel og økonomisk historie, der har givet det tilnavnet "The most southern place on Earth" ("Det mest sydstatsprægede sted på Jorden"). Området er over 3.000 km i nord-sydlig retning og over 1.000 km i øst-vestlig retning, hvor det er længst, og har et areal på knap 18.000 km² bestående af flodengjord. Oprindeligt var området dækket af skov, men blev forvandlet til et af de mest ydende bomuldsområder i USA før den amerikanske borgerkrig (1861-1865). Området tiltrak mange spekulanter, der præparerede mere og mere jord langs flodbredden til bomuldsproduktion. De blev velhavende plantageejere, der baserede deres produktion på afrikanske slavearbejdere, som udgjorde den klart største befolkningsgruppe i dette område før borgerkrigen; der var i mange tilfælde dobbelt så mange mennesker af afrikansk som af europæisk afstamning.
Idet de flodnære dele af deltaet var de første, der blev udviklet, og det gik trægt med at anlægge jernbaner længere væk, forblev store dele af området længere væk fra floden uudviklet lang tid efter borgerkrigen. Efterhånden som migranter af både afrikansk og europæisk afstamning indtog området, blev resten af deltaet efterhånden ryddet, idet beboerne solgte tømmeret for at kunne købe jord. Mod slutningen af det 19. århundrede udgjorde bønder af afrikansk afstamning 2/3 af de uafhængige jordejere i deltaet. I 1890 vedtog Mississippis delstatsforsamling, der var domineret af mænd af europæisk afstamning, en ny konstitution for staten, der effektivt holdt de mennesker, der var af afrikansk afstamning, fra at stemme og derved få indflydelse på statens udvikling. Det medførte, at de fleste af disse i løbet af de næste tre årtier mistede deres jord som følge af strenge kreditvilkår og politisk undertrykkelse. Afroamerikanerne måtte derfor finde sig i at forpagte eller leje jorden for at overleve. Den politiske udelukkelse af denne befolkningsgruppe holdt sig til efter borgerrettighedsbevægelsens sejre i 1960'erne.
Afroamerikanerne i deltaet udviklede de musikalske former, der skulle blive kendt som blues og jazz, hvor en af bluesens første udtryk blev kendt som Mississippi Delta Blues. I vore dage bor der fortsat flest afroamerikanere i flere counties i deltaet, selvom mere end 400.000 af dem rejste derfra under flugten fra Sydstaterne i første halvdel af det 20. århundrede og søgte mod nord, Midtvesten og til de vestlige industribyer.
Da den landbrugsbaserede økonomi ikke producerer mange arbejdspladser eller mange afledte forretningsområder, har man i området kæmpet for at sprede de økonomiske muligheder. Skovhugning har været et vigtigt supplement til det traditionelle landbrug, og udvikling af nye afgrøder som sojabønner har givet de største landbrug nye indtjeningsmuligheder.
Deltaet har til tider været hårdt ramt af oversvømmelser fra Mississippifloden, særligt i 1927 og 2011.
33°48′N 90°24′V / 33.8°N 90.4°V